# Gedenknote

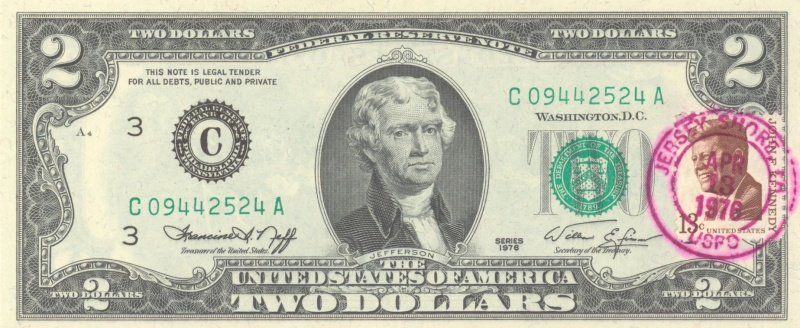
Amerikanische 2-$-Banknote anlässlich des 200-jährigen Jubiläums der Unabhängigkeit

Gedenknoten sind Sonderausgaben von Banknoten, die an berühmte Persönlichkeiten oder historische Ereignisse erinnern sollen. Dabei sind Gedenknoten nicht mit gewöhnlichen Banknoten zu verwechseln, die ebenfalls oft Porträts bekannter Personen tragen. Bei Gedenknoten steht das Ausgabedatum in direktem Zusammenhang mit dem Ereignis bzw. der Person, die damit gewürdigt werden soll. So gaben die USA im Jahre 1975 eine Zwei-Dollar-Banknote zur 200-Jahr-Feier heraus. Im Gegensatz zu Gedenkbriefmarken und Gedenkmünzen werden Gedenknoten nur sehr selten herausgegeben. 